# کنتو هایاشی
کنتو هایاشی (ژاپنی: 林遣都؛ زادهٔ ۶ دسامبر ۱۹۹۰) هنرپیشه ژاپنی است. از فیلم‌هایی که در آن نقش داشته می‌توان به باتری و رژه اشاره کرد.